# Fungicide
Fungiciden zijn chemische bestrijdingsmiddelen en geneesmiddelen die gebruikt worden om ziekten bij planten, dieren en de mens, veroorzaakt door schimmels (fungi), te bestrijden.

## Indeling

### Plantenziekten
De middelen worden ingedeeld in diverse chemische groepen. Praktisch gezien onderscheidt men twee groepen, systemische en niet-systemische (of contactwerkende) middelen:

#### Niet-systemische middelen
Deze fungiciden worden niet opgenomen door de plant. Na het spuiten zit de werkzame stof op het blad van de plant waardoor schimmels niet kunnen kiemen. Niet-systemische middelen werken vooral preventief: ze voorkomen een aantasting, maar kunnen een aantasting niet genezen. Niet-systemische middelen worden ook wel contactwerkende middelen genoemd, omdat het middel contact moet maken met de plaag.
Chemische groepen:
- koperverbindingen
- zwavelverbindingen
- captan en verwante verbindingen
- dithiocarbamaten (onder meer thiram, ziram, maneb, mancozeb)

#### Systemische middelen
Deze fungiciden worden opgenomen door de plant waardoor ook moeilijke bereikbare plantendelen en jong uitgroeiend blad beschermd wordt. Schimmels worden tegen systemische fungiciden vrij makkelijk resistent. 
Chemische groepen:
- benzimidazoolfungiciden
- triazoolverbindingen
- pyrimidinen

### Milieu-effecten
Fungiciden hebben meestal geen grote acute giftigheid en de moderne middelen worden vrij makkelijk afgebroken. Toch zijn van diverse fungiciden bekend dat ze vervelende neveneffecten hebben op lange termijn, ook door bijvoorbeeld aantasting van het immuunsysteem van bijen. Een aantal, inmiddels verboden, fungiciden (captafol) waren kankerverwekkend (carcinogeen). Vele middelen zijn bovendien irriterend voor de huid. 
Tot begin jaren tachtig werden ook wel kwikverbindingen gebruikt, maar vanwege de persistentie (de slechte afbreekbaarheid) zijn die middelen verboden.

### Voorbeelden
Voorbeelden van fungicide zijn:
- Boscalid
- Propamocarb

### (dier)geneeskunde
In de geneeskunde worden vooral de azol-middelen ketoconazol, miconazol en itraconazol gebruikt, en daarnaast terbinafine en het wat minder gangbare griseofulvine.